# Terra Lliure

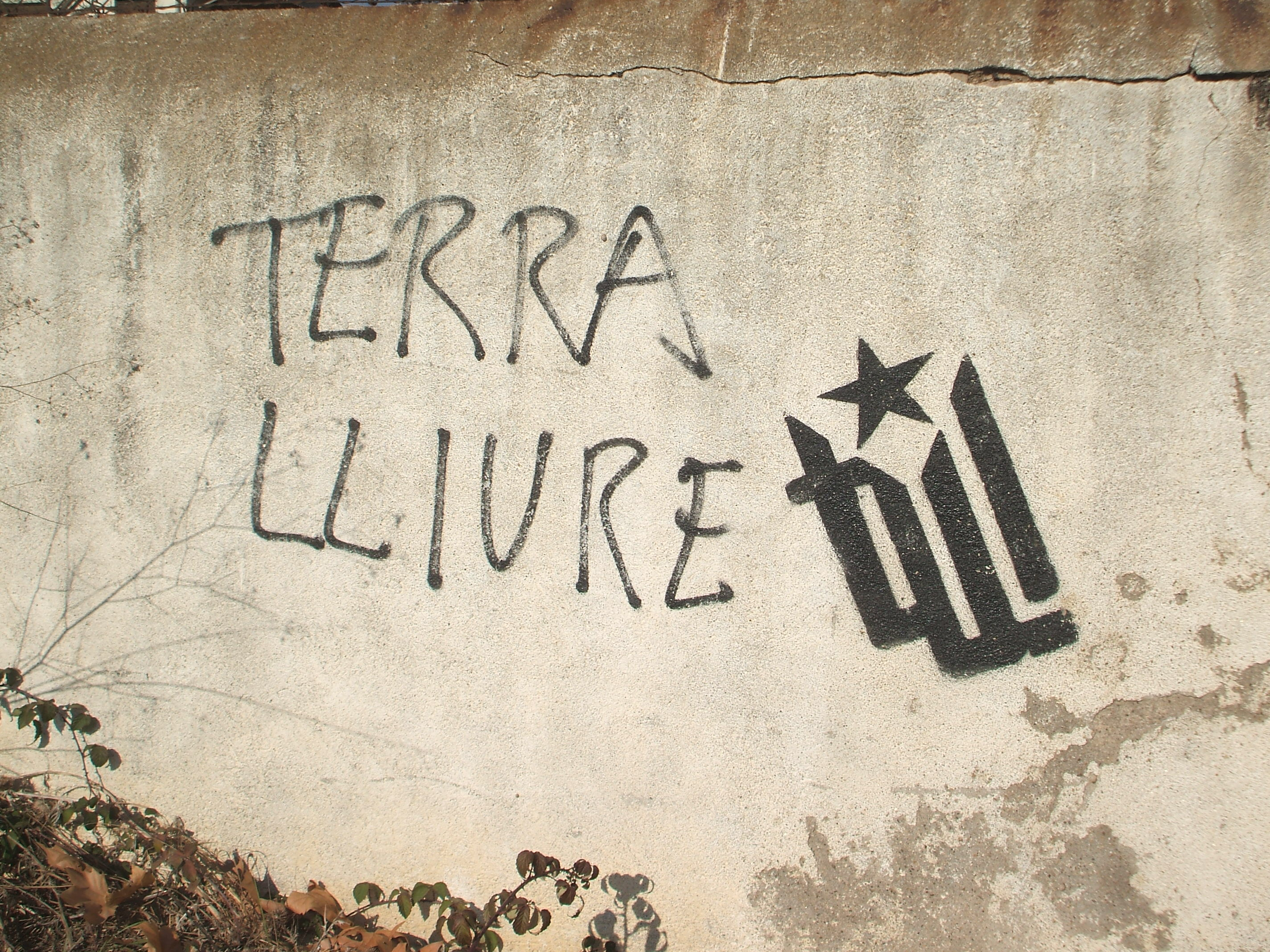
Pichação em apoio da Terra Lliure

Terra Lliure (português: "Terra Livre") foi uma organização independente catalã, fundada em 1978 e que só foi reconhecida oficialmente no Camp Nou de Barcelona em 23 de junho de 1981, no ápice da campanha "Somos uma Nação". A justiça e as forças de defesa da Espanha e França consideram-o um grupo como um "grupo terrorista". A organização teve seu fim em 1995.